# Comuna Kusnîșcea, Liuboml
Kusnîșcea (în ucraineană Кусни́ща) este o comună în raionul Liuboml, regiunea Volînia, Ucraina, formată din satele Horodnie și Kusnîșcea (reședința).

## Demografie
Componența lingvistică a satului Kusnîșcea
     Ucraineană (99,6%)
     Alte limbi (0,4%)
Conform recensământului din 2001, majoritatea populației satului Kusnîșcea era vorbitoare de ucraineană (99,6%), existând în minoritate și vorbitori de alte limbi.